# Vojenský újezd Libavá
Vojenský újezd Libavá è un'area militare della Repubblica Ceca facente parte del distretto di Olomouc, nella regione di Olomouc.